# دبلوم التعليم العالي
دبلوم التعليم العالي هو مؤهل عالٍ في المملكة المتحدة. تُمنح تلك الشهادة بعد عامين من الدراسة بدوام كامل في إحدى الجامعات أو غيرها من مؤسسات التعليم العالي. تُصنّف تلك الشهادة كمؤهل من المستوى الخامس في كل من إطار المؤهلات الخاضعة للتنظيم والإطار الأوروبي للمؤهلات.

## نظرة عامة
تؤكد الدبلومة أن الطالب قد حقق الحد الأدنى من معايير دورات السنة الثانية في العلوم، والفنون الليبرالية، والتمريض ودورات السنة الثالثة أيضًا. إذا كان الطالب حاصلاً على درجة البكالوريوس في الآداب، فسيمثل دبلوم التعليم العالي ثلثي درجة دراسته الجامعية. تُصنّف تلك الدبلومة البريطانية في مرتبة قبل الدبلومة الأمريكية للمنتسبين للفنون والتي تتكون من سنتين جامعيتين وتمثل نصف درجة البكالوريوس. ومع ذلك، تعتبر الجامعات الأمريكية عمومًا الدبلومات البريطانية أنها تعادل شهادة جامعية في الآداب على الرغم من أن الطالب البريطاني عادةً ما يدرس المزيد من الساعات المعتمدة، وبالتالي يستغرق المزيد من الوقت للدراسة في الفنون والعلوم الإنسانية.
في المملكة المتحدة، تُعدُّ الدبلومة أيضًا بمثابة المعادل الأكاديمي للدبلوم الوطني العالي المهني الذي يتم منحه بعد مزيد من الدورات التدريبية والتدريبية.
في اسكتلندا ، يستلزم المتدرب 240 ساعة معتمدة أو على الأقل 120 في المستوى 7 و80 على الأقل في المستوى 8 للحصول على دبلومة التعليم العالي في إطار المؤهلات الإسكتلندي.
تُعتمد الدبلومة من قبل الجامعات، ما عدا في الشهادات الممنوحة للممرضين حيث يتم تحديد المناهج الدراسية من قبل مجلس التمريض والقبالة. يُسمح للطلاب باستخدام الشهادة من حيث الاسم فقط، وأحيانًا يتبع اسم الدورة بين قوسين والجامعة التي حصلوا على مؤهلاتهم.
في بعض الأحيان، يمكن للدبلومة إعفاء الحاصل عليها من بعض متطلبات درجة البكالوريوس، فعلى سبيل المثال قد تقلل من مدة الدراسة أو عدد الدورات اللازمة لإكمال المؤهل. ويسمح هذا عادةُ لحامل الدبلوم بالحصول على درجة البكالوريوس في ثلث الوقت. يتم منح الدبلومات بشكل عام على أساس النجاح أو الرسوب، ويتم منحها في بعض الأحيان مع مرتبة الشرف عندما يتميز الطالب عن أقرانه.